# قاعدة بيانات الأمة
قاعدة بيانات الأمة (بالإنجليزية: Database Nation) هو كتاب غير روائي كتبه سيمسون غارفينكل. تم نشر Database Nation في يناير 2000، وهو يوفر للقارئ فهمًا واضحًا لماهية الخصوصية اليوم. بدءًا من التعريف الواسع للخصوصية، يتابع بعمق التقنيات والممارسات الجديدة التي أعادت تشكيل حياتنا، على حساب الخصوصية. غارفينكل يتعمق في التفاصيل لوصف كل نوع من التطفل على الخصوصية. يمنع النظام الحالي الفرد من المقاومة؛ يمكن للفرد أن يفعل الكثير للحفاظ على خصوصيته. النقطة الأكثر أهمية هو أن الحق في الخصوصية هو حق محمي دستوريًا وليس من الضروري استبداله بطريقة حياتنا. وهو يدعو الحكومة إلى اتخاذ موقف من أجل الخصوصية من خلال إنشاء وكالة من شأنها أن تطبق قوانين الخصوصية وتعمل كممثل للخصوصية الفردية. وعموماً، يأمل في زيادة الوعي العام بمسألة الخصوصية ورفع مستوى الخصوصية الفردية.

## روابط خارجية
- http://www.databasenation.com/home.htm